# Tondo Taddei
El Tondo Taddei es una escultura redonda de mármol en relieve con 109 cm de diámetro, realizada en 1504 por el escultor Miguel Ángel. Se encuentra en la Royal Academy of Arts de Londres.

## Descripción
El bajorrelieve, encargado por Taddeo Taddei, muestra a la Virgen con el Niño Jesús y a San Juan Bautista, también niño. Este sostiene un pájaro en sus manos, símbolo de la Pasión de Cristo. Las partes pulidas y completamente acabadas son las del Niño y la parte superior de la Virgen. Destaca el claroscuro que, al estar inacabado, hace destacar más el contraste. También se aprecia un gran dinamismo, pues las líneas verticales se ven rotas por la posición de Jesús, que forma una línea horizontal. Tondo Taddei (ca. 1503, diámetro 40 pulgadas) 
El Tondo Taddei (en la Royal Academy , Londres), y el Tondo Pitti (en el Museo Nacional del Bargello, Florencia) son los únicos dos tondos (esculturas de socorro circulares) talladas por Miguel Ángel, producidas cuando estaba en la treintena. Vasari afirmaba que Miguel Ángel realizó dos tondos o menos al mismo tiempo que su bronce perdido David y su San Mateo.
Es claro que el maestro dejó estos dos relieves en un estado incompleto. Sin embargo, si él intencionalmente prefirió dejarlos en un estado altamente sugestivo, o si sus numerosos compromisos le impidieron la talla más profundamente y luego finamente el pulido de ellos, quedará para siempre desconocido. Sabemos que él se negó a trabajar poco a poco en zonas aisladas; más bien, siguió cuidadosamente sus dibujos preparatorios y controló su capa de corte por capas, desde la primera a la segunda, y luego la tercera capa hasta que la composición completa surgió.
En consideración del exquisito acabado de la superficie de la Piedad del Vaticano, la Madonna de Brujas, el Baco, el David y el Moisés, algunos estudiosos se inclinan a creer que, con el tiempo suficiente a su disposición, él habría terminado estos tondos con mayor detalle.
La rugosidad del fondo sirve para destacar las figuras exquisitamente modelados de la Virgen y el Niño Jesús a medida que emergen desde el mármol. Sin embargo, los pies de Cristo y de la mano izquierda todavía aparecen encarcelado en el mármol. A la izquierda, el niño San Juan equilibra la composición, pero la falta de definición le hace parecer estar emergiendo de la niebla de la piedra, por lo que acentúa su papel como una figura subordinada, como si se viera a la mitad en un sueño.

## Citas
La recepción del David de Miguel Ángel en 1504 fue recibido con gran gratitud y el aprecio de los florentinos. Pero Miguel Ángel había completado varias obras más importantes durante este tiempo, incluyendo las esculturas de la Virgen de Brujas con el Niño Jesús, el Tondo Pitti y el Tondo Taddei. Miguel Ángel estaba en su segunda estancia en Florencia durante la creación de la Tondo Taddei, tomando un descanso de sus mecenas romanos. Fue en este tiempo que Miguel Ángel usaba el tema de la Sagrada Familia y la Virgen con el Niño en varias de sus obras; incluyendo la Pieta en San Pedro.
Miguel Ángel trabajó en el Tondo Taddei entre 1503-1505 y se hizo como un regalo para Taddeo Taddei, un "patrón de discriminación y coleccionista". La pieza fue tallada en mármol y la inspiración vino de la "carga emocional" de la Sagrada Familia, que Michelangelo pintado para la familia Doni en Florencia alrededor de 1503.
Robert Coughlan explica:
"El Tondo... es una forma circular como medallones de tallas grandes, [que] son una especialidad florentina. El Taddei Tondo fue tallada en alto relieve, y era lugar común para las piezas que se nombrará para las familias que los comisionados".
En un artículo de Walter Pater, escribe el Tondo Taddei que:
"Miguel Ángel asegura que la idealidad de expresión, que en la escultura griega depende de un delicado sistema de abstracción, ya principios de la escultura italiana en bajeza de relieve, por un estado incompleto, lo cual es sin duda no siempre suscribe, y que confía en que el espectador para completar la media emergentes del formulario".
Alivio de Miguel Ángel, el Tondo Taddei, es considerado por muchos como inacabada. Varios pontificaciones sobre esta teoría se recogieron y una opinión es que:
"Dentro de la obra de Miguel Ángel estos dos relieves circulares representan sus "pequeñas esculturas", el estrés [ es el ] el tratamiento ' -género como ' del Taddei Madonna y el hecho de que estaba « destinado a una habitación en una casa burguesa. "
La composición del relieve de mármol pone un niño en la parte izquierda de la Tondo, que se caracteriza por Juan el Bautista, que está cerca de un tazón de bautizo de su cadera. El pájaro que se ve en las manos de John, que asusta al niño Jesús es un jilguero, que es un símbolo de la Pasión de Cristo. El uso del jilguero como un símbolo de la Pasión en una representación de Cristo como un niño es un elemento que presagia el futuro del niño Jesús inocente. En el conocimiento común de las veces el
"Jilguero se supone que es aficionado a alimentarse de espinas y por lo tanto recuerda la corona de espinas de Cristo".
El Niño Jesús que está asustado por el jilguero en las manos de John, casi consciente de lo que será su destino...
"Busca refugio en el regazo de su madre, que dulcemente retiene el joven San Juan con la mano."
Charles de Tolnay escribe:
"La correspondencia entre la forma de la Tondo y la silueta redondeada del grupo llena que está más desarrollada... y trabaja desde la circunferencia hacia el centro, lo que acentúa el borde del círculo con los cuerpos de la Virgen y San Juan, y uniéndolos con la diagonal de la figura de Cristo".
La Madonna en este relieve:
"Se sienta relajado, de perfil, con la cabeza inclinada sobre un delgado cuello finamente modelada, con el pelo totalmente cubierto por un pañuelo. Ella se enfrenta el pequeño San Juan... el niño Jesús, sorprendido al pájaro aleteando, que busca escapar de la reclusión, huye al regazo de su madre, tropezando con la pierna izquierda".
Para hacer frente a la curiosidad de la mirada de la Virgen y su aparente falta de enfoque en el niño Jesús o San Juan; Georg Brandes describe su aparición como:
"Una calidad sublime y de ensueño dando a entender que la idea [ de la Virgen ] son en otro lugar... Mira a St. John, pero no lo ve, más de lo que hace su hijo asustado, a quien no se junte en su regazo. Ella es parte de un mundo más elevado, el verdadero mundo de Miguel Ángel. Sin embargo, las cifras lúdicas de los niños muestran que entre potencialidades imperfectamente desarrollados del artista el toque de luz no le faltaba".
En 1823, el Tondo Taddei fue comprado por Sir George Beaumont, en Roma y, después de su muerte y la de su esposa, se presentó a la Royal Academy de Londres en 1830.